# Demandolx
Demandolx település Franciaországban, Alpes-de-Haute-Provence megyében. Lakosainak száma 111 fő (2022. január 1.). Demandolx Castellane, La Garde, Saint-Julien-du-Verdon, Soleilhas és Vergons községekkel határos.

## Népesség
A település népességének változása:
| Lakosok száma | 91   | 72   | 95   | 125  | 120  | 130  | 135  | 135  | 127  | 111  |
|               | 1968 | 1982 | 1990 | 2006 | 2013 | 2015 | 2017 | 2019 | 2020 | 2022 |